# Metropolia tulska
Metropolia tulska – jedna z metropolii Rosyjskiego Kościoła Prawosławnego. W jej skład wchodzą dwie eparchie: eparchia tulska oraz eparchia bielowska.
Erygowana przez Święty Synod Rosyjskiego Kościoła Prawosławnego w grudniu 2011. Jej pierwszym ordynariuszem został metropolita tulski Aleksy (Kutiepow).